# Еловики (Брянская область)
Еловики — посёлок в Навлинском районе Брянской области России. Входит в состав Алешинского сельского поселения.

## География
Посёлок находится в восточной части Брянской области, в зоне хвойно-широколиственных лесов, на правом берегу реки Алешенка, к востоку от автодороги 15Н-1718, на расстоянии примерно 6 км (по прямой) к северо-западу от Навли, административного центра района. Абсолютная высота — 168 м над уровнем моря.

### Климат
Климат характеризуется как умеренно континентальный с достаточным увлажнением, тёплым летом и умеренно холодной зимой. Среднегодовая многолетняя температура воздуха составляет 5,2 °С. Средняя температура воздуха самого тёплого месяца (июля) — 18,4 °C; самого холодного (января) — −8,6 °C. Вегетационный период длится около 185 дней. Среднегодовое количество атмосферных осадков составляет 560—600 мм, из которых большая часть выпадает в тёплый период. Снежный покров держится в течение 120—130 дней.

### Часовой пояс
Посёлок Еловики, как и вся Брянская область, находится в часовой зоне МСК (московское время). Смещение применяемого времени относительно UTC составляет +3:00.

## Население
| 2010 | 2013 |
| ---- | ---- |
| 9    | ↘8   |

### Национальный состав
Согласно результатам переписи 2002 года, в национальной структуре населения русские составляли 100 % из 15 чел.